# NGC 6798
NGC 6798 est une galaxie lenticulaire située dans la constellation du Cygne. Sa vitesse par rapport au fond diffus cosmologique est de 2 205 ± 12 km/s, ce qui correspond à une distance de Hubble de 32,5 ± 2,3 Mpc (∼106 millions d'al). NGC 6798 a été découverte par l'astronome américain Lewis Swift en 1885. Cette galaxie a aussi été observée par Swift le 2 octobre 1891, mais il ne s'est pas rendu compte qu'il l'avait déjà inscrite à ses notes. Elle a été incluse à l'Index Catalogue sous la désignation IC 1300.